# Maria Wern – Jacqueline
Maria Wern – Jacqueline är en svensk kriminalfilm från 2023. Filmen är regisserad av Johan Lundin efter ett manus skrivet av Inger Scharis. Den är baserad på Anna Janssons romaner och ingår som andra filmen av fyra i den nionde säsongen om kriminalinspektören Maria Wern. Filmen hade premiär på TV4, TV4 Play och C More den 21 augusti 2023.
I den nionde säsongen väntar Maria Wern och Sebastian barn. De fall som de ska försöka lösa kretsar kring en död lovande fotbollsspelare, ett beställningsmord som har kopplingar till gängkriminalitet, ett mord på en campingplats samt en kvinna som hittas i en bil i ett kalkbrott.

## Rollista (i urval)
- Eva Röse – Maria Wern
- Erik Johansson – Sebastian
- Peter Perski – Arvidsson
- Lola Zackow – Sasha
- Oscar Pettersson – Emil Wern
- Sigrid Johnson – Linda Wern
- Samuel Astor – Oscar
- Tehilla Blad – Iris
- Katrin Sundberg – Annika ”Fåhret” Fåhreus
- David Arnesen – Alexander
- Eva Fritjofson – Harriet
- Julia Heveus – Fanny Aronsson
- Edvin Bredefeldt – Josef Boman
- Beppe Dahlgren – Leah
- Kimi El Feky – Isak Forss
- Leila Haji Linder – Isaks mamma
- Fanny Rosén – Ella Undén
- Michel von Berkum – Adde Fahlén
- Johanna Rane – Pia Henriksson
- Nicole Levin – Jacqueline
- Otto Hargne – Viktor Jahnke
- Anette Belander – kvinnan
- David Wall – mannen